# Escândio
O escândio (nomeado em homenagem à Escandinávia) é um elemento químico de símbolo Sc, número atómico 21 (21 prótons e 21 elétrons) e a massa atômica de 45 u. É um sólido a temperatura ambiente.
É um metal de transição, grupo 3 (anteriormente denominado como sendo IIIB), classificado com frequência entre os lantanídeos devido a características similares a eles. É encontrado em alguns minerais na Escandinávia. Faz parte do grupo das terras raras.
Foi descoberto por Lars Fredrick Nilson em 1879 mediante análise espectral dos minerais euxenita e gadolinita. O escândio tem aplicações aeroespaciais, seu isótopo Sc-46 em craqueamento do petróleo e, seu óxido, em lâmpadas de vapor de mercúrio.

## Características principais
É um metal mole, muito leve, resistente ao ácido nítrico e ácido fluorídrico diluídos, mas reage rapidamente com outros ácidos. Apresenta coloração branco prateado adquirindo uma coloração ligeiramente rosado quando exposto ao ar.
Seu estado de oxidação mais comum é +3 e seus sais são incolores. Suas propriedades são parecidas com as do ítrio, actínio e os lantanídeos, por isso, são incluídos frequentemente entre as terras raras, denominação errada porque não são tão raras assim.

## Aplicações
O óxido de escândio Sc2O3, é usado para a produção de lâmpadas de vapor de mercúrio obtendo-se uma luz solar artificial da mais alta qualidade. O isótopo radioativo Sc-46 é usado no craqueamento do petróleo como traçador, e o metal tem aplicação nas indústrias aeroespacial e aeronáutica devido ao seu ponto de fusão muito superior ao do alumínio.

## História
O escândio (do latim científico "scandĭum", e este de "Scandi", Escandinávia) foi descoberto por Lars Fredrick Nilson em 1879 enquanto trabalhava com sua equipe na busca de metais terras raras mediante análise espectral dos minerais euxenita e gadolinita. Para isolar o elemento processou 10 kg de euxenita com outros resíduos de terras raras obtendo aproximadamente 2 gramas de óxido de escândio (Sc2O3) de grande pureza.
Em 1869, Dmitri Mendeleyev concluiu, baseando-se nas propriedades periódicas, que este metal deveria ter propriedades semelhantes aos do boro, denominando o elemento ainda a descobrir de eka-boro (símbolo Eb). Aproximadamente na mesma época que Nilson, Per Theodor Cleve descobriu o óxido de escândio e confirmou que se tratava do "eka-boro".
Em 1937 foi isolado pela primeira vez o metal por eletrólise de uma solução mistura eutética de potássio, lítio e cloretos de escândio a 700-800 °C empregando como eletrodos um filamento de wolfrâmio e um banho de zinco líquido em um crisol de grafite. O escândio com uma pureza de 99% foi obtido em 1960.

## Abundância e obtenção
As únicas fontes concentradas conhecidas do metal, que não é encontrado no estado nativo, são minerais pouco abundantes na Escandinávia e Madagascar como "euxenita", "gadolinita" e thortveitita.
É mais abundante no sol (23º) e estrelas similares que na Terra (50º) onde se encontra muito espalhado, aparecendo traços do metal em mais de 800 minerais. A cor azul da água-marinha, variedade de berílio, acredita-se que se deve à presença de escândio. Aparece, também, entre os resíduos da wolframita após a extração do tungstênio.
A thortveitita é a principal fonte de escândio. Outra fonte importante são os resíduos da extração do urânio onde é obtido como subproduto. O metal é obtido industrialmente por redução do fluoreto de escândio com cálcio.

## Isótopos
O escândio natural tem um único isótopo estável, o Sc-45. São conhecidos 13 isótopos radioativos, sendo os mais estáveis o Sc-46 com 83,79 dias de meia-vida, o Sc-47 (3,3492 dias) e Sc-48 (43,67 horas); os demais isótopos radioativos tem meias-vidas inferiores a 4 horas e a maioria menos de 2 minutos. São conhecidos, além disso, 5 meta estados, sendo o mais estável o Scm-44 (meia vida de 58,6 horas).
A massa atómica dos isótopos de escândio variam desde 39,978 u do Sc-40 até 53,963 u do Sc-54. O modo de desintegração principal dos isótopos mais leves que o estável (Sc-45) é a captura eletrônica originando isótopos de cálcio, enquanto que os isótopos mais pesados que o estável se desintegram principalmente por emissão beta originando isótopos de titânio.